# Olivier Le Gac
Olivier Le Gac (Brest, 27 de agosto de 1993) es un ciclista francés, miembro del equipo francés el Groupama-FDJ.

## Palmarés
2018
- 1 etapa de los Cuatro Días de Dunkerque[1]

## Resultados en Grandes Vueltas y Campeonatos del Mundo
| Carrera         | Carrera         | 2014 | 2015  | 2016  | 2017  | 2018  | 2019  | 2020 | 2021 | 2022 | 2023  | 2024  |
| --------------- | --------------- | ---- | ----- | ----- | ----- | ----- | ----- | ---- | ---- | ---- | ----- | ----- |
|                 | Giro de Italia  | —    | —     | 133.º | —     | —     | 112.º | —    | —    | —    | —     | 133.º |
|                 | Tour de Francia | —    | —     | —     | 158.º | 127.º | —     | —    | —    | 87.º | 131.º | —     |
|                 | Vuelta a España | —    | 120.º | —     | —     | —     | —     | 68.º | 76.º | —    | —     | —     |
| Mundial en Ruta | Mundial en Ruta | —    | —     | —     | 122.º | —     | —     | —    | —    | —    | Ab.   | —     |

—: no participa

Ab.: abandono